# Primavera Negra (Cuba)

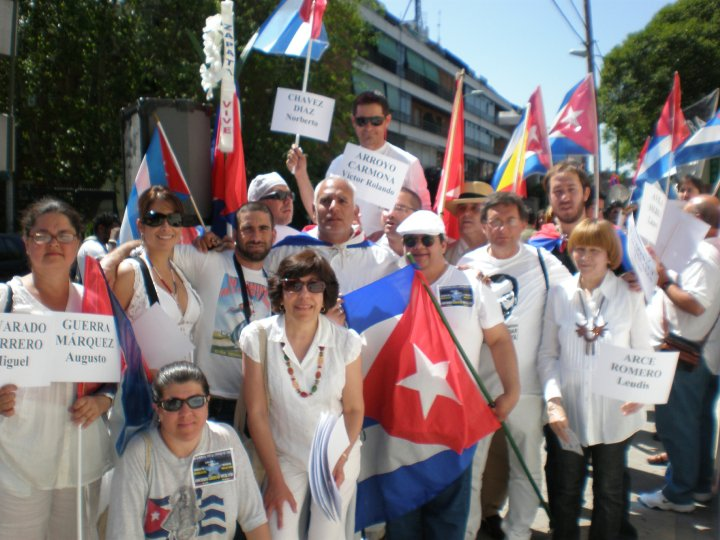
Cubanos a protestar em Madrid em 2010.

A Primavera Negra (em castelhano: Primavera Negra de Cuba) é a repressão de 2003 aos dissidentes cubanos. O governo prendeu 75 dissidentes, incluindo 29 jornalistas, com base no facto de agirem como agentes dos Estados Unidos ao aceitarem ajuda do governo dos EUA. A Amnistia Internacional descreveu os 75 cubanos como prisioneiros de consciência. O governo cubano disse que "os 75 indivíduos presos, julgados e condenados em março/abril de 2003... comprovadamente não são pensadores independentes, escritores ou ativistas de direitos humanos, mas pessoas diretamente pagas pelo governo dos EUA... [A]queles que foram presos e julgados foram acusados não de criticar o governo, mas de receber fundos do governo americano e de colaborar com diplomatas norte-americanos."
Internacionalmente, os 75 cubanos foram retratados como perseguidos por ideias divergentes. No entanto, aqueles com uma visão mais próxima, como o antigo agente da CIA Philip Agee, descreveram-nos como "centrais para os atuais esforços do governo dos EUA para derrubar o governo cubano e destruir o trabalho da revolução". Além disso, o estudioso norte-americano James Petras observou que: "Nenhum país no mundo tolera ou rotula cidadãos nacionais pagos e que trabalham para uma potência estrangeira para agir em defesa dos seus interesses imperiais como 'dissidentes'."
A repressão sobre os dissidentes começou em 18 de março, durante a invasão do Iraque pelos EUA, e durou dois dias.
A repressão recebeu condenação internacional, com declarações críticas vindas da administração George W. Bush, da União Europeia, das Nações Unidas e de vários grupos de direitos humanos, incluindo a Amnistia Internacional. Em resposta à repressão, a União Europeia impôs sanções a Cuba em 2003, que foram levantadas em Janeiro de 2008. A União Europeia declarou que as detenções “constituíram uma violação dos mais elementares direitos humanos, especialmente no que diz respeito à liberdade de expressão e de associação política”.
Todos os dissidentes foram eventualmente libertados, a maioria dos quais foi exilada para Espanha a partir de 2010.

## Pessoas presas

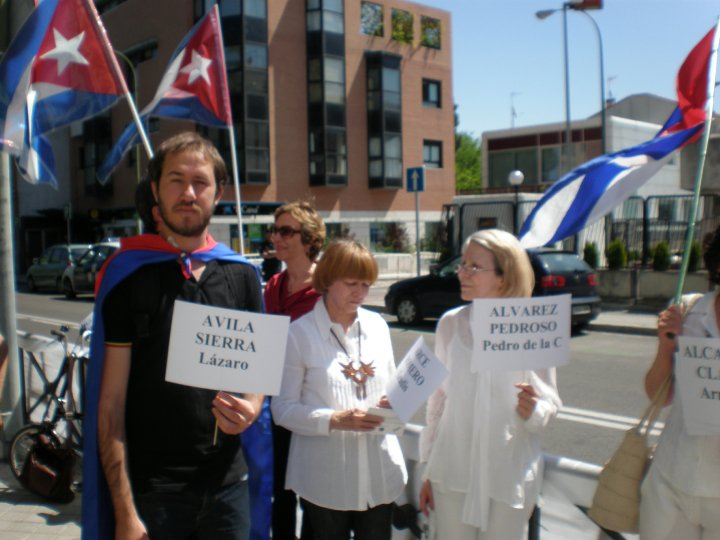
Manifestantes a segurar cartazes de pessoas presas durante a Primavera Negra.

Manuel Vázquez Portal recebeu o Prémio Internacional de Liberdade de Imprensa em 2003. Héctor Maseda Gutiérrez recebeu o mesmo prémio em 2008, enquanto estava encarcerado numa prisão de segurança máxima.
Lista dos 75 dissidentes presos e as suas penas de prisão:
- Adolfo Fernández Sainz 15 anos
- Alejandro González Raga 14 anos
- Alexis Rodríguez Fernández 15 anos
- Alfredo Domínguez Batista 14 anos
- Alfredo Felipe Fuentes 26 anos
- Alfredo Pulido López 14 anos
- Angel Moya Acosta 20 anos
- Antonio Augusto Villareal Acosta 15 anos
- Antonio Díaz Sánchez 20 anos
- Ariel Sigler Amaya 20 anos
- Arnaldo Ramos Lauzerique 18 anos
- Arturo Pérez de Alejo Rodríguez 20 anos
- Blas Giraldo Reyes Rodríguez 25 anos
- Carmelo Díaz Fernández 15 anos
- Claro Sánchez Altarriba 18 anos
- Diosdado González Marrero 20 anos
- Edel José García Díaz 15 anos
- Eduardo Díaz Fleitas 21 anos
- Efrén Fernández Fernández 12 anos
- Fabio Prieto Llorente 20 anos
- Felix Navarro Rodríguez 25 anos
- Fidel Suárez Cruz 20 anos
- Guido Sigler Amaya 20 anos
- Horacio Piña Borrego 20 anos
- Héctor Maseda Gutiérrez 20 anos
- Héctor Palacios Ruíz 25 anos
- Héctor Raúl Valle Hernández 12 anos
- Iván Hernández Carrillo 25 anos
- Jesús Mustafá Felipe 25 anos
- Jorge Luis González Tanquero 20 anos
- Jorge Olivera Castillo 18 anos
- José Daniel Ferrer García 25 anos
- José Gabriel Ramón Castillo 20 anos
- José Luis García Paneque 24 anos
- José Miguel Martínez Hernández 13 anos
- José Ubaldo Izquierdo Hernandez 16 anos
- Juan Carlos Herrera Acosta 20 anos
- Julio Antonio Valdés Guevara 20 anos
- Julio César Gálvez Rodríguez 15 anos
- Leonel Grave de Peralta 20 anos
- Librado Linares García 20 anos
- Luis Enrique Ferrer García 28 anos
- Luis Milán Fernández 13 anos
- Léster González Pentón 20 anos
- Manuel Ubals González 20 anos
- Manuel Vázquez Portal 18 anos
- Marcelo Cano Rodríguez 18 anos
- Marcelo López Bañobre 15 anos
- Margarito Broche Espinosa 25 anos
- Mario Enrique Mayo Hernández 20 anos
- Marta Beatriz Roque Cabello 20 anos
- Miguel Galván Gutiérrez 26 anos
- Miguel Valdés Tamayo 15 anos
- Mijail Barzaga Lugo 15 anos
- Nelson Aguiar Ramírez 13 anos
- Nelson Moliné Espino 20 anos
- Normando Hernández González 25 anos
- Omar Moisés Ruiz Hernández 18 anos
- Omar Pernet Hernández 25 anos
- Omar Rodríguez Saludes 27 anos
- Orlando Fundora Alvarez 18 anos
- Oscar Elías Biscet González 25 anos
- Oscar Espinosa Chepe 20 anos
- Osvaldo Alfonso Valdés 18 anos
- Pablo Pacheco Avila 20 anos
- Pedro Argüelles Morán 20 anos
- Pedro Pablo Alvarez Ramos 25 anos
- Próspero Gaínza Agüero 25 anos
- Raúl Rivero Castañeda 20 anos
- Regis Iglesias Ramírez 18 anos
- Reinaldo Labrada Peña 6 anos
- Ricardo Enrique Silva 10 anos
- Ricardo Gonzales Alfonso 20 anos
- Roberto de Miranda Hernández 20 anos
- Víctor Rolando Arroyo Carmona 26 anos

## Movimentos relacionados
As esposas dos ativistas presos, lideradas por Laura Pollán, formaram um movimento chamado Damas de Branco. O movimento recebeu o Prémio Sakharov para a Liberdade de Pensamento do Parlamento Europeu em 2005.